# بهارتي إيرتيل
بهارتي إيرتيل ، المعروفة أيضًا باسم إيرتيل، هي شركة خدمات اتصالات هندية متعددة الجنسيات مقرها في نيودلهي، دلهي، الهند. تعمل في 18 دولة عبر جنوب آسيا وأفريقيا، وكذلك في جزر القنال. توفر إيرتيل خدمات الهاتف المحمول الجيل الثاني والجيل الرابع تطور طويل الأمد والجيل الرابع+ والنطاق العريض للخط الثابت والخدمات الصوتية حسب بلد التشغيل. قامت إيرتيل أيضًا بطرح تقنية التعبير عن التطور طويل الأمد الخاصة بها في جميع دوائر الاتصالات الهندية. إنها ثاني أكبر مشغل لشبكات الهاتف المحمول في الهند وثاني أكبر مشغل لشبكات الهاتف المحمول في العالم مع أكثر من 457.96 مليون مشترك (45.796 كرور روبية). حازت إيرتيل على المرتبة الثانية بين أكثر العلامات التجارية قيمة في الهند في تصنيف براندز الأول على الإطلاق من قبل ميلوارد براون وشركة دبليو بي بي.
يعود الفضل لشركة إيرتيل في ريادتها لاستراتيجية الأعمال المتمثلة في الاستعانة بمصادر خارجية لجميع عملياتها التجارية باستثناء التسويق والمبيعات والتمويل وبناء نموذج «مصنع الدقائق» منخفض التكلفة والأحجام الكبيرة. منذ ذلك الحين تم تبني الاستراتيجية من قبل العديد من المشغلين. يتم توفير معدات إيرتيل وصيانتها بواسطة شبكات إريكسون وهواوي وشبكات نوكيا بينما يتم توفير دعم تكنولوج
يا المعلومات بواسطة أمدوكس. تتم صيانة أبراج النقل من قبل الشركات التابعة والشركات المشتركة لشركة بهارتي بما في ذلك مشاريع بهارتي وأبراج إندوس في الهند. وافقت شركة إريكسون للمرة الأولى على أن يتم الدفع لها بالدقيقة لتركيب وصيانة معداتها بدلاً من الدفع مقدمًا، مما سمح لشركة إيرتيل بتوفير أسعار مكالمات منخفضة تبلغ 1 روبية هندية (1٫7 ¢ US)/دقيقة.

## تاريخ
في عام 1984، بدأ سونيل ميتال في تجميع الهواتف التي تعمل بضغطة زر في الهند، والتي استخدمها في وقت سابق لاستيرادها من شركة تايوان، كينغتل، لتحل محل الهواتف الدوارة القديمة الضخمة التي كانت مستخدمة في البلاد في ذلك الوقت. تأسست بهارتي تيليكوم المحدودة ودخلت في شراكة تقنية مع شركة سيمنز إيه جي الألمانية لتصنيع الهواتف الإلكترونية التي تعمل بالضغط على الأزرار. بحلول أوائل التسعينيات، كانت بهارتي تصنع أجهزة الفاكس والهواتف اللاسلكية ومعدات الاتصالات الأخرى. أطلق على هواتفه التي تعمل بالضغط على الزر اسم «ميتبراو».

الشعار الذي استخدمته إيرتيل حتى نوفمبر 2010

في عام 1992، نجح في تقديم عطاءات لواحد من تراخيص شبكات الهاتف المحمول الأربعة التي تم طرحها في مزاد علني في الهند. كان أحد شروط الحصول على ترخيص الهاتف الخلوي في دلهي هو أن يكون لدى مقدم العطاء بعض الخبرة كمشغل اتصالات. لذلك، أبرم ميتال صفقة مع مجموعة الاتصالات الفرنسية فيفاندي. لقد كان من أوائل رواد الأعمال الهنود الذين حددوا أعمال الاتصالات المتنقلة كمجال نمو رئيسي. تمت الموافقة أخيرًا على خططه من قبل الحكومة في عام 1994 وأطلق خدماته في دلهي في عام 1995، عندما تم تشكيل بهارتي سيلولار المحدودة لتقديم الخدمات الخلوية تحت الاسم التجاري إيرتيل. في غضون بضع سنوات، أصبحت بهارتي أول شركة اتصالات تتجاوز 2 مليون مشترك في خدمة الهاتف المحمول. قام بهارتي أيضًا بخفض معدلات الاتصال الخلوي STD/ISD في الهند تحت الاسم التجاري «اندياون».
في عام 1999، استحوذت مشاريع بهارتي على شركة جي تي القابضة، ووسعت العمليات الخلوية إلى كارناتاكا وأندرا براديش. في عام 2000، استحوذت بهارتي على شركة اتصالات سكايسيل في تشيناي. في عام 2001، استحوذت الشركة على شركة خلية التوابل في كلكتا. تم طرح مشاريع بهارتي للاكتتاب العام في عام 2002، وأدرجت الشركة في بورصة بومباي وبورصة الأوراق المالية الوطنية في الهند. في عام 2003، تمت إعادة تسمية عمليات الهاتف الخلوي تحت العلامة التجارية الوحيدة إيرتيل. في عام 2004، استحوذت بهارتي على هيكساكوم ودخلت راجستان. في عام 2005، وسعت بهارتي شبكتها إلى أندامان ونيكوبار. سمح هذا التوسع لها بتقديم خدمات صوتية في جميع أنحاء الهند.
أطلقت إيرتيل خدمة «مرحبا الألحان»، خدمة نغمات الرد على المكالمات (نغمة الاتصال)، في يوليو 2004 لتصبح أول مشغل في الهند يقوم بذلك. أغنية إيرتيل، ألحان إيه.آر. رحمن، كانت النغمة الأكثر شعبية في تلك السنة.
في مايو 2008، تبين أن شركة إيرتيل كانت تستكشف إمكانية شراء إم تي إن جروب، وهي شركة اتصالات مقرها جنوب أفريقيا ولها تغطية في 21 دولة في أفريقيا والشرق الأوسط. ذكرت صحيفة فاينانشيال تايمز أن بهارتي كانت تدرس تقديم 45 مليار دولار أمريكي لحصة 100% في إم تي إن، والتي ستكون أكبر عملية استحواذ خارجية على الإطلاق من قبل شركة هندية. ومع ذلك، أكد كلا الجانبين على الطبيعة المؤقتة للمحادثات، في حين أشارت مجلة ذي إيكونوميست، «إذا كان هناك أي شيء، فإن بهارتي سوف تتزوج»، حيث أن إم تي إن لديها عدد أكبر من المشتركين، وعائدات أعلى، وتغطية جغرافية أوسع. ومع ذلك، انهارت المحادثات حيث حاولت مجموعة إم تي إن عكس المفاوضات بجعل بهارتي تقريبًا شركة تابعة للشركة الجديدة. في مايو 2009، أكدتبهارتي إيرتيل مرة أخرى أنها تجري محادثات مع إم تي إن ووافقت الشركات على مناقشة الصفقة المحتملة حصريًا بحلول 31 يوليو 2009. انتهت المحادثات في النهاية دون اتفاق، وذكرت بعض المصادر أن ذلك كان بسبب معارضة حكومة جنوب أفريقيا.
في عام 2009، تفاوضت بهارتي مع شريكها الاستراتيجي ألكاتل-لوسنت لإدارة البنية التحتية للشبكة لأعمال الخطوط الثابتة. في وقت لاحق، منحت بهارتي إيرتيل عقدًا مدته ثلاث سنوات لشركة ألكاتل-لوسنت لإنشاء شبكة وصول إلى بروتوكول الإنترنت في جميع أنحاء البلاد. سيساعد هذا المستهلكين على الوصول إلى الإنترنت بسرعة أكبر وتصفح الإنترنت عالي الجودة على الهواتف المحمولة.
في عام 2009، أطلقت إيرتيل أول شبكة دولية للهاتف المحمول في سريلانكا. في يونيو 2010 ، استحوذ بهارتي على الأعمال الإفريقية لشركة مجموعة زين مقابل 10.7 مليار دولار، مما يجعلها أكبر عملية استحواذ على الإطلاق من قبل شركة اتصالات هندية. في عام 2012، تعاونت بهارتي مع شركة وول مارت، عملاق التجزئة الأمريكي، لبدء عدد من متاجر البيع بالتجزئة في جميع أنحاء الهند. في عام 2014، خططت بهارتي للاستحواذ على Loop Mobile مقابل 7 مليار روبية هندية (120 مليون دولار أمريكي)، ولكن تم إلغاء الصفقة لاحقًا.
في 18 نوفمبر 2010، أعادت إيرتيل تسمية نفسها في الهند في المرحلة الأولى من إستراتيجية تغيير العلامة التجارية العالمية. كشفت الشركة عن شعار جديد مكتوب عليه «إيرتيل» بأحرف صغيرة. تم تصميم الشعار الجديد من قبل وكالة العلامات التجارية اتحاد العلامات التجارية ومقرها لندن، وهو الحرف "a" بأحرف صغيرة، مع كتابة «إيرتيل» بأحرف صغيرة أسفل الشعار. في 23 نوفمبر 2010، تم تغيير اسم عمليات إيرتيلفي إفريقيا إلى "airtel". تبعتها سريلانكا في 28 تشرين الثاني 2010 وفي 20 كانون الأول 2010، غيرت شركة وريد للاتصالات علامتها التجارية إلى "airtel" في بنغلاديش.

### عمليات الاستحواذ والاندماج

#### مفاوضات اندماج مجموعة إم تي إن
في مايو 2008، تبين أن شركة إيرتيل كانت تستكشف إمكانية شراء مجموعة إم تي إن، وهي شركة اتصالات مقرها جنوب أفريقيا ولها عمليات في 21 دولة في أفريقيا والشرق الأوسط. ذكرت صحيفة فاينانشيال تايمز أن بهارتي كانت تدرس عرض 45 مليار دولار أمريكي لحصة 100% في إم تي إن، والتي ستكون أكبر عملية استحواذ خارجية على الإطلاق من قبل شركة هندية. ومع ذلك، شدد الجانبان على الطبيعة المؤقتة للمحادثات. أشارت مجلة الإيكونوميست، «إذا كان هناك أي شيء، فإن بهارتي ستتزوج»، حيث أن إم تي إن لديها عدد أكبر من المشتركين، وعائدات أعلى، وتغطية جغرافية أوسع. ومع ذلك، انهارت المحادثات حيث حاولت مجموعة إم تي إن عكس المفاوضات بجعل بهارتي تقريبًا شركة تابعة للشركة الجديدة.
في مايو 2009، أكدت إيرتيل أنها تجري محادثات مرة أخرى مع إم تي إن واتفقت الشركتان على مناقشة الصفقة المحتملة حصريًا بحلول 31 يوليو 2009. وقالت إيرتيل: «يسر شركة بهارتي ايرتل المحدودة أن تعلن أنها جددت جهودها من أجل شراكة مهمة مع مجموعة إم تي إن». تم تمديد فترة الحصرية مرتين حتى 30 سبتمبر 2009. وانتهت المحادثات في نهاية المطاف دون اتفاق.
تم اقتراح حل حيث سيتم إدراج الشركة الجديدة في بورصتين، واحدة في جنوب أفريقيا والأخرى في الهند. ومع ذلك، لا يسمح القانون الهندي بالإدراج المزدوج للشركات.
في يونيو 2010، أبرمت بهارتي صفقة لشراء عمليات زين للهواتف المحمولة في 15 دولة أفريقية، في ثاني أكبر استحواذ للهند في الخارج بعد شراء تاتا ستيل لشركة كوروس في عام 2007 بقيمة 13 مليار دولار. أكملت بهارتي أيرتيل استحواذها على عمليات أفريقية بقيمة 10.7 مليار دولار من شركة كويتية في 8 يونيو 2010، مما جعل إيرتل خامس أكبر شركة اتصالات لاسلكية في العالم من حيث قاعدة المشتركين. أفادت «إيرتيل» أن إيراداتها للربع الأخير من عام 2010 نمت بنسبة 53% لتصل إلى 3.2 مليار دولار أمريكي مقارنة بالعام السابق، وقد ساهم قسم «زين أفريقيا» الذي تم الاستحواذ عليه حديثًا بمبلغ 911 مليون دولار أمريكي في المجموع. ومع ذلك، انخفض صافي الأرباح بنسبة 41% من 470 مليون دولار أمريكي في عام 2009 إلى 291 مليون دولار أمريكي عام 2010 بسبب زيادة قدرها 188 مليون دولار أمريكي في رسوم الطيف الراديوي في الهند وزيادة قدرها 106 مليون دولار أمريكي في فوائد الديون.[بحاجة لمصدر]

### وريد بنجلاديش وروبي
في عام 2010، باعت شركة وريد للاتصالات حصة أغلبية 70.90% في الشركة لشركة بهارتي إيرتيل مقابل 300 مليون دولار أمريكي. وافقت لجنة تنظيم الاتصالات في بنغلاديش على الصفقة في 4 يناير 2010. تولت بهارتي إيرتيل المحدودة السيطرة الإدارية على الشركة ومجلس إدارتها، وأعادت تسمية خدمات الشركة تحت علامتها التجارية «إيرتيل» اعتبارًا من 20 ديسمبر 2010. باعت شركة وريد للاتصالات حصتها المتبقية البالغة 30% لشركة بهارتي أيرتيل ومقرها سنغافورة في مارس 2013.
في 16 نوفمبر 2016، تم دمج إيرتيل بنغلاديش في روبي كعلامة تجارية لمنتج روبي، حيث روبي اكسياتا المحدودة هي الشركة المرخصة لعلامة إيرتيل التجارية في بنغلاديش. روبي هي مشروع مشترك بين مجموعة مجموعة أكسياتا التي تمتلك 68.7%، وبهارتي ايرتل بنسبة 25%، وشركة إن تي تي دوكومو. القابضة 6.3%.

#### تليكوم سيشل
في 11 أغسطس 2010، أعلنت بهارتي إيرتيل أنها ستستحوذ على 100% من أسهم شركة تليكوم سيشل مقابل 62 مليون دولار أمريكي، لتنتقل بحضورها العالمي إلى 19 دولة. بدأت شركة تليكوم سيشل عملياتها في عام 1998 وتقوم بتشغيل الجيل الثالث، الخط الثابت، وخدمات الاتصال الهاتفي عبر الأقمار الصناعية، من بين الخدمات ذات القيمة المضافة مثل محطة ذات فتحة صغيرة جدًا وبوابات المرور الدولي عبر سيشيل تحت العلامة التجارية إيرتيل. تمتلك الشركة أكثر من 57% من سوق الهاتف المحمول في سيشيل. أعلنت شركة إيرتيل عن خطط لاستثمار 10 ملايين دولار أمريكي في شبكة اتصالاتها الثابتة والمتنقلة في سيشيل على مدار ثلاث سنوات، بينما تشارك أيضًا في مشروع الكابلات البحرية في سيشيل شرق أفريقيا. يهدف مشروع الكابلات البحرية في سيشيل شرق أفريقيا الذي تبلغ تكلفته 34 مليون دولار أمريكي إلى تحسين الاتصال العالمي لسيشيل من خلال بناء وصلة عالية السرعة تحت سطح البحر بطول 2000 كيلومتر إلى دار السلام في تنزانيا.

#### خدمات الأعمال اللاسلكية الخاصة المحدودة
في 24 مايو 2012، أعلنت شركة إيرتيل عن اتفاقية للاستحواذ على حصة 49% في خدمات الأعمال اللاسلكية الخاصة المحدودة باستثمار 9.07 مليار روبية هندية (150 مليون دولار أمريكي). كانت خدمات الأعمال اللاسلكية الخاصة المحدودة مشروعًا مشتركًا أسسته شركة كوالكوم، وتملك طيف BWA في دوائر الاتصالات في دلهي وهاريانا وكيرالا ومومباي. أنفقت شركة كوالكوم مليار دولار أمريكي للحصول على طيف BWA في تلك الدوائر الأربع. أعطت الصفقة إيرتيل وجود الجيل الرابع في 18 دائرة. في 4 يوليو 2013، أعلنت شركة إيرتيل أنها استحوذت على 2% إضافية من رأس المال (مما يجعل حصتها 51%) في جميع كيانات BWA الأربعة التابعة لشركة كوالكوم، مما جعلها شركات تابعة لها. في 18 أكتوبر 2013، أعلنت إيرتيل أنها استحوذت على 100% من أسهم خدمات الأعمال اللاسلكية الخاصة المحدودة مقابل مبلغ لم يكشف عنه، مما يجعلها شركة تابعة مملوكة بالكامل.

#### اوجير وايرلس
اشترت إيرتيل شركة أوجير اللاسلكية ذات النطاق العريض الهند الخاصة المحدودة، وهي شركة تمتلك طيف الجيل الرابع في دائرة تشهاتيسجاره ماديا براديش مقابل مبلغ لم يكشف عنه في ديسمبر 2015. قدرت صحيفة إيكونوميك تايمز طيف أوجيري بقيمة 1.5 مليار روبية هندية (25 مليون دولار أمريكي). في 16 فبراير 2017، أعلنت شركة إيرتيل أن اندماج اوجير وايرلس في بهارتي إيرتيل المحدودة قد اكتمل.

#### تلينور الهند
في 2 يناير 2017، ذكرت صحيفة إيكونوميك تايمز أن إيرتيل دخلت في مناقشات مع تلينور الهند للحصول على الأخيرة. في 23 فبراير 2017، أعلنت شركة إيرتيل أنها دخلت في اتفاقية نهائية للاستحواذ على تلينور. كجزء من الصفقة، ستحصل إيرتيل على أصول تلينور الهند وعملائها في جميع دوائر الاتصالات السبع التي تعمل فيها الأخيرة-أندرا براديش، بيهار، ماهاراشترا، غوجارات، أوتار براديش (الشرق)، أوتار براديش (الغرب) وآسام. ستحصل إيرتيل على طيف 43.4 ميجاهرتز في نطاق 1800 ميجاهرتز من الاستحواذ على تلينور. ذكرت معيار الاستخدام أنها كانت صفقة غير نقدية، لكنها ستكلف إيرتيل ₹ 1600 كرور روبية خلال فترة 10 سنوات بسبب مدفوعات ترخيص الطيف.

#### طيف تيكونا الجيل الرابع
في 23 مارس 2017، ذكرت صحيفة الاقتصادية أن شركة إيرتيل أعلنت أنها استحوذت عليها. شبكات تيكونا الرقمية المحدودة لشراء طيف الجيل الرابع الأخير مقابل 1600 كرور روبية تقريبًا. تشمل الصفقة أيضًا 350 موقعًا خلويًا لتيكونا في 5 دوائر. اشترت تيكونا 20 ميجا هرتز من طيف الجيل الرابع في النطاق 2.300 ميجا هرتز في مزادات 2010 في ولاية غوجارات وهيماشال براديش وأوتار براديش (شرق) وأوتار براديش (غرب) وراجستان مقابل 1.058 كرور روبية. قبل الصفقة، لم يكن لدى إيرتيل أي طيف في النطاق 2300 ميجاهرتز في ولاية أوتار براديش (شرق) وولاية أوتار براديش (غربًا) وراجستان، وعقد 10 ميجاهرتز في كل من غوجارات وهيماشال براديش.
تأسست تيكونا في عام 2008 من قبل راجيش تيواري وبراكاش باجباي الذين كانوا موظفين سابقين في اتصالات ريلانس. كان المستثمرون البارزون في الشركة هم جولدمان ساكس وأوك كابيتال ومؤسسة التمويل الدولية وايفرستون كابيتال. لن تبيع تيكونا خدماتها اللاسلكية المنزلية ذات النطاق العريض لشركة إيرتيل. أرسل راجيش تيواري، أحد مؤسسي شركة تيكونا، إشعارًا قانونيًا إلى كلتا الشركتين المتورطتين في الصفقة لعدم تقديم تفاصيل بشأن تقسيم العائدات بين المساهمين.

#### ميليكوم الدولية الخلوية إس إيه
قالت شركة الاتصالات بهارتي إيرتيل في 12 ديسمبر 2017 إنها وقعت اتفاقية مع شركة ميليكوم الدولية الخلوية إس إيه. للاستحواذ على حصة بنسبة 100 في المائة في عملياتها في رواندا التي تعمل تحت الاسم التجاري تيجو رواندا.
بهارتي ايرتل المحدودة. أبرمت اتفاقية نهائية مع شركة ميليكوم الدولية الخلوية إس إيه (ميليكوم) والتي بموجبها ستحصل شركة إيرتيل رواندا المحدودة على 100% من أسهم شركة تيجو رواندا المحدودة.

#### خدمات تاتا الهاتفية وتاتا دوكومو
في أكتوبر 2017، أعلنت بهارتي إيرتيل أنها ستستحوذ على شركات الهاتف المحمول للمستهلكين تاتا للخدمات الهاتفية المحدودة وتاتا دوكومو وتاتا للخدمات الهاتفية ماهاراسترا المحدودة في صفقة خالية من الديون النقدية. ستكون الصفقة مجانية بشكل أساسي لشركة إيرتيل والتي لن تتحمل سوى مسؤولية دفع الطيف غير المدفوعة لتاتا للخدمات الهاتفية المحدودة. ستواصل تاتا للخدمات الهاتفية المحدودة تشغيل مؤسساتها وخطوطها الثابتة وشركات النطاق العريض وحصتها في شركة برج شبكات فيوم. حصلت الصفقة على موافقة لجنة المنافسة الهندية في منتصف نوفمبر 2017. في 29 أغسطس 2018، حصلت بهارتي إيرتيل على موافقة مساهميها على اقتراح الاندماج مع تاتا للخدمات الهاتفية المحدودة. في 17 يناير 2019، أعطت محكمة قانون الشركات الوطنية دلهي اندماج الموافقة النهائية بين تاتا دوكومو وإيرتيل.
حصل الاستحواذ المقترح لشركة إيرتيل على أعمال الهاتف المحمول للمستهلكين لشركة خدمات تاتا الهاتفية وتاتا دوكومو على موافقة دائرة النقل للحصول على مزيد من الموافقة وفقًا للجنة المنافسة الهندية. منحت إدارة الاتصالات الموافقة على دمج خدمات تاتا الهاتفية مع بهارتي إيرتيل، بشرط أن تقدم شركة بهارتي إيرتيل ضمانًا بنكيًا بقيمة 7200 كرور روبية. في نوفمبر 2017، بدأ عملاء خدمات تاتا الهاتفية المحمولون في الانتقال إلى شبكة إيرتيل.
في 1 يوليو 2019، أصبحت أعمال الهاتف المحمول الاستهلاكية لشركة خدمات تاتا الهاتفية جزءًا من شركة الاتصالات بهارتي إيرتيل.
سوف تستوعب إيرتيل عمليات الهاتف المحمول للمستهلكين المملوكة لشركة أبناء تاتا في 19 دائرة في جميع أنحاء الهند-17 دائرة تحت خدمات تاتا الهاتفية واثنتان تحت شركة تاتا للخدمات الهاتفية (ماهاراشترا) المحدودة. كجزء من الاتفاقية المقترحة، ستتولى إيرتيل أيضًا جزء صغير من مسؤولية الطيف غير المدفوعة لشركة خدمات تاتا الهاتفية. ستحصل بهارتي إيرتيل على 178.5 ميجاهرتز إضافية من الطيف بثلاثة نطاقات-1800 ميجاهرتز و2100 ميجاهرتز و850 ميجاهرتز-تُستخدم على نطاق واسع للجيل الرابع، وهي منطقة تتوسع فيها إيرتيل بسرعة لمواكبة ريلاينس جيو إنفوكوم. ستضيف إيرتيل أيضًا حوالي 13 مليون مشترك في تاتا تيلي اعتبارًا من أبريل 2019 إلى ما يقرب من 322 مليون مستخدم. لكن معظم مستخدمي الهاتف المحمول لشركة تاتا تيلي غير نشطين، وفقًا للجهة التنظيمية.

## إيرتيل الهند
إيرتيل الهند هي ثاني أكبر مزود لخدمات الهاتف المحمول بعد جيو وثاني أكبر مزود للهاتف الثابت في الهند، وهي أيضًا مزود لخدمات النطاق العريض والتلفزيون بالاشتراك. وهي تقدم خدمات الاتصالات الخاصة بها تحت العلامة التجارية إيرتيل، ويرأسها سونيل بهارتي ميتال.

### الوسائط الدولية
ضمن قطاع الوسائط الدولية، توفر إيرتيل الوصول إلى الإنترنت عبر النطاق العريض من خلال خط المشترك الرقمي وخطوط الإنترنت المؤجرة وحلول تبديل عديد البروتوكولات باستخدام المؤشرات التعريفية (تبديل الملصقات متعدد البروتوكولات)[كلمة شائعة]، فضلاً عن خدمات الهاتف الثابت عبر آي بي تي في والهاتف الثابت. حتى 18 سبتمبر 2004، قدمت بهارتي خدمات الهاتف الثابت والنطاق العريض تحت العلامة التجارية تاتشتل. تقدم بهارتي الآن جميع خدمات الاتصالات بما في ذلك خدمات الخطوط الثابتة تحت العلامة التجارية المشتركة إيرتيل. اعتبارًا من يونيو 2019، توفر إيرتيل خدمات الوسائط الدولية، في 99 مدينة. اعتبارًا من 30 يونيو 2019، كان لدى إيرتيل 2.342 مليون مشترك في النطاق العريض.
يوفر إيرتيل برودباند خدمات النطاق العريض وآي بي تي في. توفر إيرتيل كلاً من خطط التنزيل ذات الحد الأقصى وكذلك خطط التنزيل غير المحدودة. ومع ذلك، تخضع خطط إيرتيل غير المحدودة لسياسة الاستخدام المجاني، والتي تقلل السرعة بعد أن يتجاوز العميل حدًا معينًا لاستخدام البيانات. في معظم الخطط، توفر إيرتيل 64 كيلوبايت/ثانية فقط بعد سياسة الاستخدام العادل وهو ما يعادل تعريفات المنافسين الآخرين. تصل السرعة القصوى المتاحة للمستخدمين المنزليين في إطار برنامج في-فايبر الجديد إلى 300 ميجابت/ثانية ومع خط المشترك الرقمي هي 16 ميجابت/ثانية.
في مايو 2012، قام إيرتيل برودباند وبعض مزودي خدمة الإنترنت الهنود الآخرين مؤقتًا بحظر مواقع مشاركة الملفات مثل فيميو.كوم وميغا فيديو.كوم وذا بايرت بي.سي، دون إعطاء أي معلومات قانونية للعملاء.
في يونيو 2011 ذكرت صحيفة إيكونوميك تايمز أن أعمال الوسائط عن بعد قد تم دمجها مع موبايل وتلفزيون مباشر إلى المنزل في الهند والأعمال في ثلاثة أجزاء منفصلة على التوالي.

### تلفزيون رقمي
توفر شركة التلفزيون الرقمي خدمات التلفزيون المباشر إلى المنزل عبر الهند تحت الاسم التجاري تلفزيون إيرتيل الرقمي. بدأت خدماتها في 9 أكتوبر 2008 وكان لديها حوالي 16.027 مليون عميل في نهاية يونيو 2019.

### خدمة بيانات الجوال
تشمل الخدمات ضمن بيانات الجوال خدمات بلاك بيري، حل بريد إلكتروني للجوال يدعم الويب[كلمة شائعة] يعمل على «تقنية الدفع»، مودم الناقل التسلسلي العام يساعد في الوصول الفوري إلى الإنترنت وتطبيقات الشركات، بطاقة بيانات إيرتيل، والتي تتيح الوصول إلى الإنترنت في أي وقت، بريد سهل، وهي منصة توفر الوصول إلى رسائل البريد الإلكتروني الشخصية/الخاصة بالشركات بشكل مستقل عن نظام تشغيل الهاتف، وخدمات التطبيقات التي تقصر قوائم الانتظار في قسم الفواتير، وتفريغ الضغط على موظفي الفوترة وتجلب الراحة للمستخدم.

### أعمال
يتكون أعمال إيرتيل إلى حد كبير من ستة منتجات: الخدمات السحابية والمُدارة، واللافتات الرقمية، واتصال الرابطة الوطنية من أجل الديمقراطية/ILD (منتجات محطة ذات فتحة صغيرة جدًا/تبديل عديد البروتوكولات باستخدام المؤشرات التعريفية/خط مستأجر وإيثرنت)، ووحدات اتصال واي-فاي، والحلول الصوتية[كلمة شائعة] (مثل الأرقام المجانية، وتراك ماتي، والقراءة الآلية للوسائط) وحلول المؤتمرات (الصوت عبر الإنترنت والصوت والفيديو ومؤتمرات الويب) يخدم قطاعات الصناعة مثل الخدمات المصرفية والمالية والتأمين وتكنولوجيا المعلومات/خدمات تقنية المعلومات والتصنيع والضيافة والحكومة.
أطلقت أعمال إيرتيل، ذراع بي2بي لشركة بهارتي إيرتيل، أول منصة رقمية مخصصة من نوعها لخدمة متطلبات الاتصال والتواصل والتعاون المتزايدة للشركات الناشئة، بما في ذلك الشركات الصغيرة والمتوسطة والشركات الناشئة. ستقدم المنصة الرقمية حلولًا[كلمة شائعة] للمؤسسات الناشئة لتمكين سهولة الأعمال ووقت أسرع للتسويق.

### جهاز لوحي يعمل بنظام أندرويد
أطلقت شركة بيتل تيليتك المحدودة، وهي وحدة تابعة لشركة بهارتي إنتربرايزز المحدودة، في 18 أغسطس 2011، جهازًا لوحيًا بحجم 7 بوصات بقيمة 9٬999 روبية هندية (170 دولار أمريكي) في الهند استنادًا إلى نظام تشغيل
أندروبد الخاص بشركة جوجل. يهدف هذا العرض إلى الاستفادة من الطلب المتوقع على أجهزة الحوسبة الرخيصة في سوق الهواتف المحمولة الأسرع نموًا وثاني أكبر سوق للهواتف المحمولة في العالم.

## الحضور الدولي

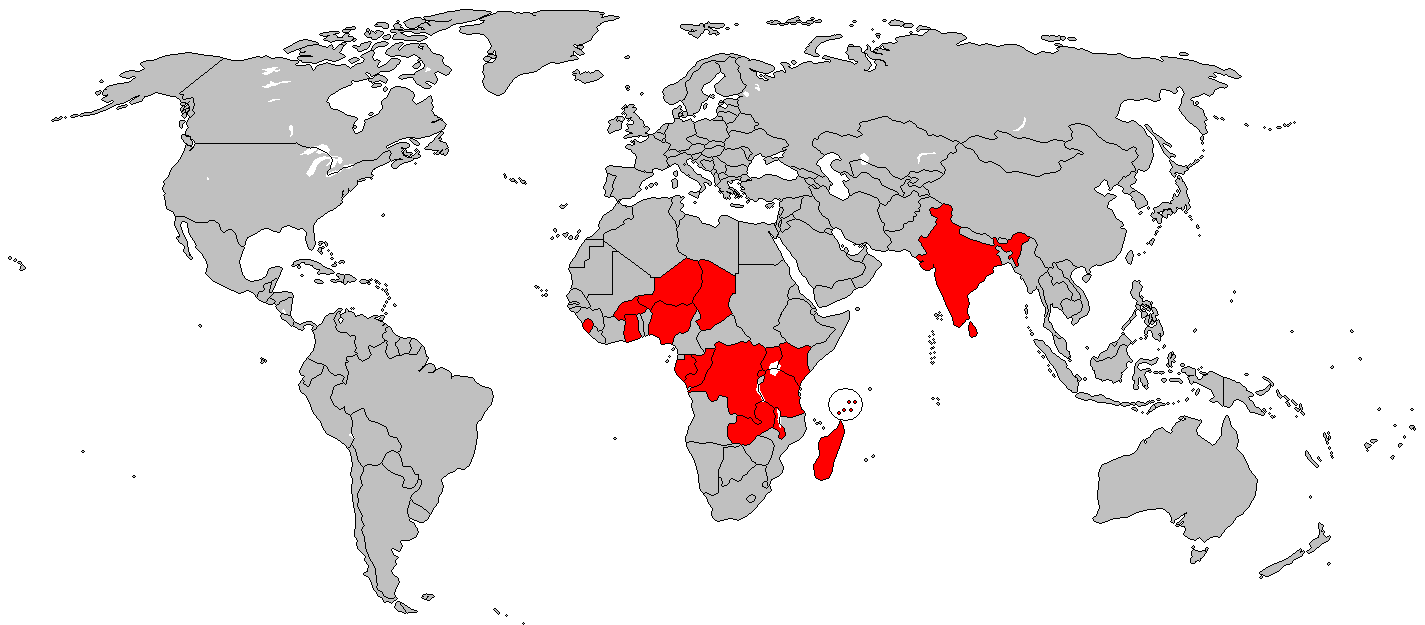
خريطة تغطية بهارتي إيرتيل في 19 دولة

إيرتيل هي واحدة من أكبر مشغلي الهاتف المحمول في العالم من حيث قاعدة المشتركين ولها حضور تجاري في 18 دولة وجزر القنال.
تشمل منطقة عملياتها ما يلي:
- شبه القارة الهندية:
  - إيرتيل الهند، في الهند.
  - إيرتيل سري لانكا، في سريلانكا.
  - روبي، في بنغالديش.
- شركة إيرتيل أفريقيا، التي تعمل في 15 دولة أفريقية:
  - تشاد وجمهورية الكونغو الديمقراطية والكونغو والغابون وغانا وكينيا ومدغشقر وملاوي والنيجر ونيجيريا ورواندا وسيشيل وتنزانيا وأوغندا وزامبيا.
- جزر تابعة للتاج البريطاني في جيرسي وجيرنسي، تحت الاسم التجاري إيرتيل -فودافون، من خلال اتفاقية مع فودافون.

تعمل إيرتيل في البلدان التالية:
| دولة                            | اسم المشغل                         | ملاحظات |
| ------------------------------- | ---------------------------------- | --- |
| بنغلاديش                        | روبي                               | تم دمج شركة إيرتيل بنغلادش في روبي اكسياتا المحدودة حيث تمتلك بهارتي إيرتيل حصة 25%.                                    |
| تشاد                            | إيرتيل تشاد                        | إيرتيل تشاد هي المشغل رقم 1 بحصة سوقية تبلغ 69%.                                                                        |
| جمهورية الكونغو الديمقراطية     | إيرتيل جمهورية الكونغو الديمقراطية | إيرتيل هي الشركة الرائدة في السوق مع ما يقرب من 5 ملايين عميل في نهاية عام 2010.[بحاجة لمصدر]                           |
| الغابون                         | إيرتيل الجابون                     | لدى إيرتيل الجابون 829000 عميل وبلغت حصتها السوقية 61%.[بحاجة لمصدر]                                                    |
| غانا                            | إيرتيلغو                           | اندمجت إيرتيل غانا مع تيغو لتشكيل إيرتيلغو في عام 2017.                                                                 |
| الهند                           | إيرتيل الهند                       | تعد إيرتيل ثاني أكبر مشغل مع ما يقرب من 280.3 مليون عميل اعتبارًا من نوفمبر 2018.                                        |
| كينيا                           | إيرتيل كينيا                       | إيرتيل كينيا هي ثاني أكبر مشغل ولديها 8.6 مليون مشترك.                                                                  |
| مدغشقر                          | إيرتيل مدغشقر                      | إيرتيل هي الشركة الرائدة في السوق في مدغشقر بحصة سوقية تبلغ 39% و2.5 مليون عميل.                                        |
| مالاوي                          | إيرتيل مالاوي                      | إيرتيل ملاوي هي الشركة الرائدة في السوق بحصة سوقية تبلغ 72%.                                                            |
| النيجر                          | إيرتيل النيجر                      | إيرتيل النيجر هي الشركة الرائدة في السوق بحصة سوقية تبلغ 68%.                                                           |
| نيجيريا                         | إيرتيل نيجيريا                     | إيرتيل نيجيريا هي ثالث أكبر مشغل في نيجيريا بحصة سوقية تبلغ 26.92% و50.2 مليون عميل.                                    |
| جمهورية الكونغو                 | إيرتيل الكونغو بي                  | إيرتيل الكونغو هي الشركة الرائدة في السوق بحصة سوقية تبلغ 55^.                                                          |
| رواندا                          | إيرتيل رواندا                      | أطلقت إيرتيل خدماتها في رواندا في 30 مارس 2012.                                                                         |
| سيشل                            | إيرتيل سيشيل                       | إيرتيل هي الشركة الرائدة في تقديم خدمات الاتصالات الشاملة بحصة سوقية تزيد عن 55% من سوق الهاتف المحمول في سيشيل.        |
| سريلانكا                        | إيرتيل سيريلانكا                   | بدأت شركة إيرتيل سيريلانكا عملياتها في 12 يناير 2009. وكان لديها حوالي 1.8 مليون عميل للهاتف المحمول في نهاية عام 2010. |
| تنزانيا                         | إيرتيل تنزانيا                     | إيرتيل تنزانيا هي الشركة الرائدة في السوق بحصة سوقية تبلغ 38%.                                                          |
| أوغندا                          | إيرتيل أوغندا                      | تحتل "إيرتيل أوغندا" المرتبة الثانية بحصة سوقية تبلغ 38%.                                                               |
| زامبيا                          | إيرتيل زامبيا                      | إيرتيل زامبيا هي الشركة الرائدة في السوق بحصة سوقية تبلغ 69%.[بحاجة لمصدر]                                              |
| Channel Islands† : جيرزي غيرنزي | إيرتيل-فودافون                     | تعمل إيرتيل في جزر القنال تحت الاسم التجاري إيرتيل-فودافون من خلال اتفاقية مع فودافون.                                  |

† جيرسي وغيرنسي تابعتان للتاج البريطاني. إنها ليست دولاً مستقلة. لذلك، تعتبر الدول التي تعمل بها إيرتيل 19 دولة.

### أفريقيا
إيرتيل أفريقيا هي شركة تابعة لشركة الاتصالات الهندية إيرتيل، التي تعمل في 15 دولة في جميع أنحاء أفريقيا. تقوم بتشغيل شبكة النّظام الشامِلُ للإتّصالاتِ النّقالة في جميع البلدان، وتوفر الجيل الثاني أو الجيل الثالث حسب بلد التشغيل.
في 8 يونيو 2010، أكملت بهارتي إيرتيل شراء عمليات الهاتف المحمول في 15 دولة أفريقية من شركة زين الكويتية.
في 11 أغسطس 2010، أعلنت بهارتي إيرتيل أنها ستستحوذ على تليكوم سيشل مقابل 62 مليون دولار أمريكي.
في 15 أغسطس 2017، اندمجت بهارتي إيرتيل وميليكوم تيجو في غانا لتشكيل شركة جديدة إيرتلتيجو.

#### بيع لأورانج
في 13 يناير 2016، وقعت شركة أورنج ومقرها فرنسا وبارتي إيرتيل صفقة لبيع عمليات إيرتيل في بوركينا فاسو وسيراليون لشركة أورنج. في 19 يوليو 2016، أكملت إيرتيل الصفقة.[بحاجة لمصدر]

### بنغلاديش
كانت شركة إيرتيل بنغلاديش المحدودة. مشغل خلوي قائم على النّظام الشامِلُ للإتّصالاتِ النّقالة في بنغلاديش. كانت شركة إيرتيل سادس شركة للهاتف المحمول تدخل سوق بنغلاديش، وبدأت في الأصل عملياتها التجارية تحت الاسم التجاري «وريد للاتصالات» في 10 مايو 2007. باعت شركة وارد تليكوم الدولية، وهي عبارة عن كونسورتيوم مقره أبو ظبي، حصة أغلبية 70% في الشركة إلى شركة بهارتي إيرتيل المحدودة الهندية مقابل 300 مليون دولار أمريكي.
بهارتي إيرتيل المحدودة في 16 نوفمبر 2016، تم دمج إيرتيل بنغلاديش في روبي كعلامة تجارية لمنتج روبي اكسياتا، حيث روبي اكسياتا المحدودة هي الشركة المرخصة لعلامة إيرتيل التجارية في بنغلاديش. روبي في الوقت الحاضر هو مشروع مشترك بين مجموعة أكسياتا الماليزية وبهارتي إيرتيل الهندية وشركة إن تي تي دوكومو اليابانية. تمتلك أكسياتا 68.7% من الحصة المسيطرة في الكيان، بهارتي تمتلك 25% بينما النسبة المتبقية 6.3% مملوكة لشركة إن تي تي دوكومو اليابانية.

### سيريلانكا
بهارتي إيرتيل لانكا المحدودة هي شركة تابعة لشركة بهارتي إيرتيل المحدودة. تم إدراج بهارتي إيرتيل في قائمة فاب 50 التابعة لـ فوربس آسيا، وتم تصنيفها من بين أفضل الشركات أداءً في العالم في قائمة بيزنس ويك تكنولوجيا المعلومات 100 لعام 2007، وصوتت كأكثر شركة إبداعية في الهند في استطلاع أجرته ذا وول ستريت جورنال،[بحاجة لمصدر] بدأت إيرتيل لانكا العمليات التجارية للخدمات في 13 يناير 2009. تم منحها ترخيصًا في عام 2007 وفقًا لقانون الاتصالات السريلانكية رقم 25 لعام 1991، وهي أيضًا شركة مسجلة بموجب مجلس الاستثمار في سريلانكا. بموجب الترخيص، تقدم الشركة خدمات الهاتف المحمول الرقمية لسريلانكا. وهذا يشمل الاتصالات الهاتفية الصوتية والبريد الصوتي وخدمات البيانات والخدمات المستندة إلى النّظام الشامِلُ للإتّصالاتِ النّقالة. يتم توفير كل هذه الخدمات تحت العلامة التجارية إيرتيل.

### جزر القنال: جيرسي وجيرنزي
في 1 مايو 2007، أعلنت كل من جيرسي إيرتيل وجيرنزي إيرتيل، وهما شركتان فرعيتان مملوكتان بالكامل لمجموعة بهارتي، أنهما ستطلقان خدمات الهاتف المحمول في جزر جيرسي وجيرنسي التابعة للتاج البريطاني تحت الاسم التجاري إيرتيل-فودافون بعد توقيع اتفاقية مع فودافون. تشغل إيرتيل-فودافون شبكة الجيل الثالث في جيرسي وجيرنزي.

### قاعدة المشتركين
لدى بهارتي إيرتيل حوالي 303.08 مليون مشترك في جميع أنحاء العالم-264.58 مليون في الهند وجنوب آسيا و50.949 مليون في أفريقيا اعتبارًا من ديسمبر 2011. تشمل الأرقام مشتركي خدمات الهاتف المحمول في 19 دولة ومشتركي خدمات الوسائط الدولية الهندية والخدمات الرقمية.

### شبكة واحدة
شبكة واحدة هي شبكة هاتف محمول تتيح لعملاء إيرتيل استخدام الخدمة في عدد من البلدان بنفس سعر الشبكة المنزلية الخاصة بهم. يمكن للعملاء إجراء مكالمات صادرة بنفس سعر شبكتهم المحلية، والمكالمات الواردة مجانية. اعتبارًا من 2014، الخدمة متاحة في بنغلاديش وبوركينا فاسو وتشاد وجمهورية الكونغو الديمقراطية والكونغو برازافيل والجابون وغانا والهند وكينيا ومدغشقر والنيجر ونيجيريا ورواندا وسيشيل وسيراليون وسريلانكا وتنزانيا وأوغندا وزامبيا فقط للمتجولين الدوليين من إيرتيل أفريقيا.

## المشاريع المشتركة والاتفاقيات

### إيرتيل فودافون
في 1 مايو 2007، أعلنت كل من جيرسي إيرتيل وجيرنسي إيرتيل، وهما شركتان فرعيتان مملوكتان بالكامل لمجموعة بهارتي، أنهما ستطلقان خدمات الهاتف المحمول في جزر جيرسي وجيرنسي التابعة للتاج البريطاني تحت الاسم التجاري إيرتيل-فودافون بعد توقيع اتفاقية مع فودافون. تشغل إيرتيل فودافون شبكة الجيل الثالث في جيرسي وجيرنزي.

### إيرتيل إريكسون
في يوليو 2011، وقعت بهارتي اتفاقية مدتها خمس سنوات مع شركة إريكسون، التي ستدير وتحسن شبكات المحمول الخاصة بشركة إيرتيل في أفريقيا. ستعمل إريكسون على تحديث وترقية شبكات الهاتف المحمول الخاصة بإيرتيل في أفريقيا بأحدث التقنيات بما في ذلك المحطة الأساسية رويال بنك أف كندا 6000 متعددة المعايير. وكجزء من التحديث، ستقدم إريكسون أيضًا الاستشارات التقنية وتخطيط الشبكة وتصميمها ونشرها. كانت إريكسون شريك الخدمات المدارة وتقنية الشبكات في العمليات الآسيوية.

## رعاية
في 9 مايو 2009، وقعت إيرتيل صفقة كبيرة مع مانشستر يونايتد. نتيجة لهذه الصفقة، كان لشركة إيرتيل الحق في بث المباريات التي يلعبها الفريق إلى عملائها.
وقعت بهارتي إيرتيل عقدًا مدته خمس سنوات مع نجمة الرياضة شبكة البرمجة الترفيهية والرياضية لتصبح الراعي الرئيسي لدوري أبطال أوروبا بطولة توينتي20 للكريكيت.
وقعت إيرتيل أيضًا صفقة لتكون الراعي الرئيسي لسباق فورمولا 1سباق الجائزة الكبرى الهندي.
وقعت شركة إيرتيل صفقة لتكون الراعي الرئيسي للبطولة الدوري الهندي للمحترفين لعام الدوري الهندي للمحترفين 2013-14.
إيرتيل هي أيضًا الراعي الرئيسي لإيرتيل سوبر سينجر وإيرتيل سوبر سنجر جونيور منذ عام 2006، والتي يتم بثها حاليًا على تلفاز ستار فيجاي.

## الخدمات المصرفية
بالتعاون مع بنك كوتاك ماهيندرا، أنشأت إيرتيل بنك مدفوعات إيرتيل، الذي يستهدف عملائها المتنقلين.

## لحن التوقيع
ألحان نغمة إيرتيل المميزة الموسيقي الهندي أي.أر. رحمان. أصبحت النغمة ذات شعبية كبيرة وهي أكثر موسيقى الهاتف المحمول تنزيلًا في العالم، حيث تم تنزيل أكثر من 150 مليون مرة. أعاد الرحمن مع أنو مالك استخدام نفس اللحن في فيلم كانادا 2004 الحب. تم إصدار نسخة جديدة من الأغنية في 18 نوفمبر 2010، كجزء من إعادة تسمية الشركة. هذه النسخة من تأليف الرحمن.

## الخلافات

### مناقشة حيادية الإنترنت
في فبراير 2014، قال جوبال فيتال، الرئيس التنفيذي لعمليات إيرتيل في الهند، إن الشركات التي تقدم تطبيقات مراسلة مجانية مثل سكايب ولاين وواتساب يجب أن تخضع للتنظيم على غرار مشغلي الاتصالات. في أغسطس 2014، رفضت هيئة تنظيم الاتصالات في الهند اقتراحًا من شركات الاتصالات لجعل شركات تطبيقات المراسلة تشارك جزءًا من إيراداتها مع شركات النقل أو الحكومة. في نوفمبر 2014، بدأت هيئة تنظيم الاتصالات في الهند بالتحقيق فيما إذا كانت إيرتيل تنفذ وصولًا تفضيليًا من خلال تقديم حزم إنترنت خاصة تسمح ببيانات واتساب وفيسبوك بمعدلات أقل من معدلات البيانات القياسية. تصريحات تشوا سوك كونج، الرئيس التنفيذي لمجموعة سينجتل وكذلك المساهم (32.15%) في بهارتي إيرتيل تشارك بيانات مماثلة حول موقف مكافحة الحياد ضد الشبكة.
في ديسمبر 2014، غيرت إيرتيل شروط الخدمة لحزم بيانات الجيل الثاني والجيل الثالث بحيث تم استبعاد بيانات الصوت عبر الإنترنت من الكمية المحددة للبيانات المجانية. تم فرض رسوم بيانات قياسية قدرها 4 paise (0٫066 ¢ US) لكل 10 كيلوبايت لخدمة الجيل الثاني و10 paise (0٫17 ¢ US)لكل 10 كيلوبايت (أكثر من 10٬000 روبية هندية (170 دولار أمريكي) مقابل 1 جيجابايت) لخدمة الجيل الثاني على بيانات الصوت عبر الإنترنت. بعد بضعة أيام، أعلنت إيرتيل عن حزمة إنترنت منفصلة لتطبيقات الصوت عبر الإنترنت، وقدمت 75 ميغابايت مقابل 75 روبية هندية (1٫20 دولار أمريكي) مع صلاحية 28 يومًا. قال رئيس هيئة تنظيم الاتصالات في الهند راهول خلار إنه لا يمكن تحميل شركة إيرتيل مسؤولية انتهاك حيادية الشبكة لأن الهند ليس لديها لائحة تطالب بحيادية الشبكة. واجهت خطوة إيرتيل انتقادات على مواقع التواصل الاجتماعي مثل فيسبوك وتويتر وريديت. في وقت لاحق في 29 ديسمبر 2014، أعلنت شركة إيرتيل أنها لن تقوم بتنفيذ التغييرات المخطط لها، مشيرة إلى أن هناك تقارير تفيد بأن هيئة تنظيم الاتصالات في الهند ستصدر قريباً ورقة استشارية حول هذه المسألة.
في أبريل 2015، أعلنت شركة إيرتيل عن مخطط "إيرتيل زيرو". بموجب المخطط، ستوقع شركات التطبيقات عقدًا وستوفر إيرتيل التطبيقات مجانًا لعملائها. قوبلت تقارير شركة فليبكارت، وهي شركة للتجارة الإلكترونية، بالانضمام إلى مخطط "إيرتيل زيرو" بردود سلبية. بدأ الناس في منح تقييم بنجمة واحدة لتطبيقه على جوجل بلاي. بعد الاحتجاج، قرر فليبكارت الانسحاب من إيرتيل زيرو. وأكد عملاق التجارة الإلكترونية الخبر في بيان رسمي، قائلاً: "سننسحب من المناقشات الجارية مع إيرتيل لمنصتهم إيرتيل زيرو.
في أكتوبر 2016، أوصت هيئة تنظيم الاتصالات في الهند بفرض غرامة مجمعة قدرها 3050 كرور روبية هندية (تعادل 31 مليار أو 510 مليون دولار أمريكي في 2025) على ثلاثة مشغلين لشبكات الهاتف المحمول-فودافون، بهارتي إيرتيل وفكرة الخلوية-لرفض التوصيل البيني لشركة ريلاينس جيو إنفوكوم، أحدث الوافدين في خدمة الاتصالات الهندية.

### خصوصية المستخدم
في يونيو 2015، تم اتهام رمز تستخدمه الشركة بالمساس بخصوصية المشتركين.

### تعليق ترخيص تعرف على عميلك إلكترونيًا
علقت هيئة التعريف الفريدة في الهند ترخيص بهارتي إيرتيل وبنك المدفوعات لإيرتيل المحدود لتعرف على عميلك إلكترونيًا في آدهار في 16 ديسمبر 2017، بعد شكاوى من العملاء بأن حساباتهم تم فتحها دون موافقتهم.

## ثغرة أمنية في تطبيق إيرتيل
في 8 ديسمبر 2019، تم اكتشاف خطأ أمني خطير كان موجودًا في واجهة برمجة تطبيقات إيرتيل. سمح الخطأ لممثلي التهديد المحتملين «بجلب معلومات المستخدم الحساسة لأي مشترك في إيرتيل.» كان إحراز أحمد أول من لاحظ هذا الخلل الفني، وأصدر مقطع فيديو يوضح نصًا يتم استخدامه للحصول على معلومات من واجهة برمجة التطبيقات لتطبيق إيرتيل على الهاتف المحمول. في مدونته، خلص احراز إلى أن مثل هذا الخلل يمكن أن يؤدي إلى «كشف معلومات مثل الاسم الأول والأخير والجنس والبريد الإلكتروني وتاريخ الميلاد والعنوان ومعلومات الاشتراك ومعلومات قدرة الجهاز للجيل الرابع والجيل الثالث والخدمة الراديوية العامة للرزم، ومعلومات الشبكة، وتاريخ التنشيط، نوع المستخدم (الدفع المسبق أو الدفع الآجل) ورقم الهوية الدولية للأجهزة المتنقلة الحالي» كلها معلومات حساسة للغاية للمستخدم.
أقرت إيرتيل بالمشكلة وتم إصلاحها بعد فترة وجيزة، ولم تؤكد بعد ما إذا كان هناك خرق فعلي للبيانات أم لا.

## روابط خارجية
- الموقع الرسمي